# Rudolf Urbanec
Rudolf Urbanec (3. prosince 1907 Dačice – 28. prosince 1976 Praha) byl český hudební skladatel, hudební pedagog a vojenský kapelník.

## Život

### Dětství v Dačicích
Rudolf Urbanec se narodil dne 3. 12. 1907 v Dačicích v rodině Marie a Františka Urbancových. Rodina vlastnila malé hospodářství. Malý Rudolf projevoval hudební nadání a již od svých šesti let se sám učil hrát na bratrovu diatonickou harmoniku. V osmi letech přidal hru na housle a hudební základy získal u Marie Anna Havlové rozená Falknerové, která si v roce 1919 otevřela soukromou klavírní školu v Dačicích na Palackého náměstí v domě č. 53. Od roku 1925 navštěvoval Obstovu hudební školu v Dačicích. Rudolf Urbanec ale projevoval i mimořádné řemeslné a zručné nadání, věnoval se řezbářství a na zahradě rodičů zhotovil altán, dřevěné stojany noty aj.

### Studium
Po ukončení školní docházky v Měšťanské škole Dačice nastoupil ke studiu Vojenská hudební škola v Praze (1924-1926). Po ukončení studií 1926 byl přidělen k hudbě pěšího pluku Foligno č. 35 v Plzni, pod vedením kapelníka Josefa Chládka a ve studiu hry na housle a hudby pokračoval u Václava Emila Holého (1885-1968), ředitel a hudebního pedagoga městské hudební školy B. Smetany v Plzni. V roce 1932 opustil vojenskou službu a přijal angažmá v luhačovickém lázeňském orchestru vedeném Janem Elsnicem. V tomto roce započal studium na pedagogickém oddělení Pražské konzervatoře - obor housle u Bedřicha Voldana, harmonii u Jaroslava Křičky a didaktice u Adolfa Cmírala. V roce 1936 po absolutoriu na konzervatoři se stal houslistou a členem Symfonický orchestr hl. m. Prahy FOK. U profesora konzervatoře Pavla Dědečka se dále vzdělával v oboru dirigování.

### Profesní život

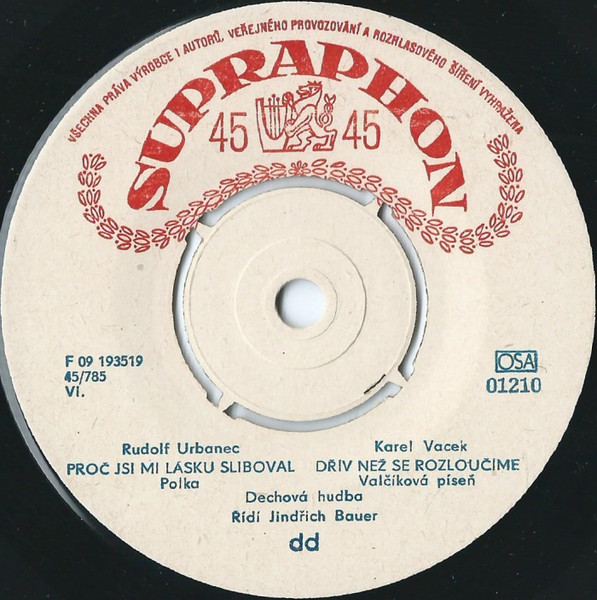
Proč jsi mi lásku sliboval

V roce 1937 se již v hodnosti poručíka stal kapelníkem a pedagogem Vojenské hudební školy v Praze. Dne 15. února 1938 přijal místo kapelníka hudby 17. pěšího pluku v Trenčíně. S příchodem okupace se rozhodl odcestovat dne 31. března 1939 do Teheránu na hudební školu Honaresthan Musighi, kde se stal vyučujícím profesorem obor lesní roh a trubka. Vedl zde také orchestr, který účinkoval na veřejných koncertech a v rozhlase. V roce 1942 vstoupil do československého zahraničního vojska, sestavil vojenskou hudbu u skupiny československé armády na Středním východě. Se svým orchestrem vystupoval na řadě míst a také v roce 1942 zorganizoval v hlavním městě Egypta hudební festival k poctě Edvarda Beneše. V roce 1943 se přesunul i s orchestrem do Velké Británie a po sloučeni s orchestrem československé samostatné brigády zde slavil velký úspěch. V Londýně roku 1944 se zapojil do práce exilového Ministerstva národní obrany Československa a s koncem války roku 1945 se okamžitě vrací do vlasti, jako kapelník Posádkové hudby pátého pěšího pluku Praha a mezi lety 1946-1951 se stal kapelníkem hudby Hradní stráže. V letech 1951-1952 řídil Vojenskou hudební školu ve Spišském Podhradí. Po propuštění ze svazku československé armády působil jako hudební referent. V té době modifikoval amatérský orchestr Krajského národního výboru Praha na Smíchově na Dechový orchestr Krajského národního výboru Praha, jehož členové byli bývalí vojenští hudebníci a členové orchestrů Národního divadla, České filharmonie, Českého rozhlasu a Symfonického orchestru FOK. Ten následně v roce 1954 spadal pod Gramofonové závody pod názvem Velký dechový orchestr Gramofonových závodů. Od roku 1961 byl redaktorem Státního hudebního vydavatelství. Dne 3. 12. 1967 dirigoval Ústřední hudbu Československé lidové armády u příležitosti koncertu z vlastních skladeb k oslavě svých 60. narozenin, o rok později odešel do penze. Je autorem příležitostných skladeb (polka Proč jsi mi lásku sliboval, 1933, Groteskní polka pro dechový kvintet, Hezký den, Květinová polka, valčík Květy jara, 1939, Pochod Mathausovců, Vlaj prapore náš, 1944, Na tu svatú Katerinu, 1952) a úprav. Šlo o mimořádně nadanou hudební osobnost.
Byl nositelem medaile za zásluhy II. stupně a pamětní medaile Africa Star 1939–45.

## Diskografie
- Historické pochody, Velký dechový orchestr Supraphonu, řídí Rudolf Urbanec
- 1966 Hudební skladatel Julius Fučík, Velký dechový orchestr Supraphonu, řídí Rudolf Urbanec
- Kmochovy pochody, Velký dechový orchestr Supraphonu, řídí Rudolf Urbanec
- Koncertní skladby (Rej skřítků, Vzpomínka na Zbiroh,…), Dechový orchestr Gramofonových závodů, řídí Rudolf Urbanec
- Mužně vpřed!, Dechový orchestr Gramofonových závodů, řídí Rudolf Urbanec
- 1966 Nezapomenutelné pochody, Ústřední hudba armády České republiky, řídí Rudolf Urbanec
- 1975 Pochody Julia Fučíka, Velký dechový orchestr Supraphonu, řídí Rudolf Urbanec
- Rudolf Urbanec, Dechová hudba ZK KNV Praha, řídí Rudolf Urbanec
- 1961 Skladby Jana Uhlíře, řídí Rudolf Urbanec
- Slavné vídeňské valčíky, Velký dechový orchestr Supraphonu, řídí Rudolf Urbanec
- Směs anglických písní, Naše Tatry..…, Dechový orchestr Gramofonových závodů, řídí Rudolf Urbanec
- Sokolské pochody, řídí Rudolf Urbanec
- Sousa: Marches, řídí Rudolf Urbanec
- Vivat Praga. České pochody, Velký dechový orchestr Supraphonu, řídí Rudolf Urbanec